# Fahad Awadh
Fahad Awadh (en árabe: فهد عوض‎, Kuwait, Kuwait, 26 de febrero de 1985) es un exfutbolista kuwaití que jugaba en la posición de defensa. Actualmente es el director de selecciones nacionales de Kuwait.

## Carrera

### Club
Jugó toda su carrera con el Kuwait SC de 2004 a 2017, con el que anotó 11 goles en 251 partidos, ganó un título de liga, seis de copa y tres veces la Copa AFC.

### Selección nacional
Jugó para Kuwait en 102 ocasiones de 2005 a 2015 y anotó tres goles; participó en dos ediciones de la Copa Asiática y en los Juegos Asiáticos de 2006.

## Logros
- Liga Premier de Kuwait (1): 2012-2013
- Copa del Emir de Kuwait (1): 2009
- Copa de la Corona de Kuwait (2): 2010, 2011
- Copa Federación de Kuwait (2): 2009, 2010
- Supercopa de Kuwait (1): 2010
- Copa AFC (3): 2009, 2012, 2013

## Estadísticas

### Goles con selección nacional
| # | Fecha      | Sede                                       | Rival     | Marcador | Resultado | Torneo                                   |
| - | ---------- | ------------------------------------------ | --------- | -------- | --------- | ---------------------------------------- |
| 1 | 28-3-2008  | Amman International Stadium, Amán          | Irak      | 1–0      | 2–0       | Amistoso                                 |
| 2 | 26-3-2013  | Al Kuwait Sports Club Stadium, Kuwait City | Irán      | 1–1      | 1–1       | Clasificación para la Copa Asiática 2015 |
| 3 | 19-11-2013 | Al Kuwait Sports Club Stadium, Kuwait City | Tailandia | 2–0      | 3–1       | Clasificación para la Copa Asiática 2015 |